# Jan Weenix
Jan Weenix (Amsterdam, giugno 1642 – Amsterdam, 19 settembre 1719) è stato un pittore e disegnatore olandese del cosiddetto secolo d'oro.

## Biografia
Figlio del pittore Jan Baptist Weenix, fu inizialmente istruito da questi nell'ambito della pittura, assieme al cugino Melchior d'Hondecoeter. Probabilmente terminò anche alcune opere iniziate dal padre.

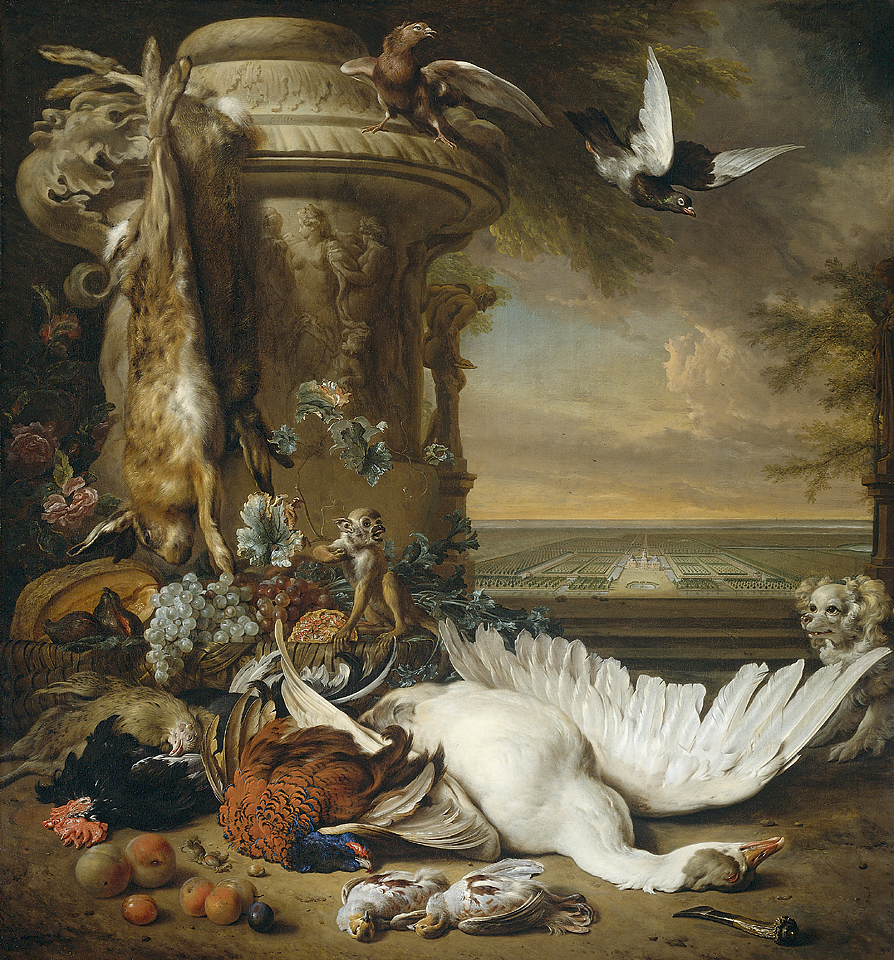
Scimmia e cane con cacciagione morta (1714)

Dopo la morte di questi, rimase ad Utrecht e dal 1664 divenne membro della Corporazione di San Luca, senza peraltro presentare il dipinto richiesto per l'accesso, che fu fornito solo nel 1668.
Nel 1667 ereditò un lascito assieme allo zio, il pittore Barent Micker e ad altri membri della famiglia. Ricevette un altro lascito nel 1668, anno del suo matrimonio e nel 1669 fece da testimone per l'inventario del pittore Jacob de Hennin (1629–1688 c.) a L'Aia. Nel 1675 ricevette la cittadinanza ad Amsterdam, città in cui viveva con la moglie.
Jan Weenix seguì lo stile del padre dedicandosi alla pittura di nature morte particolarmente dettagliate, paesaggi e ritratti. Non visitò mai l'Italia, ma dipinse paesaggi italiani come il padre. Si specializzò nella pittura di nature morte con fiori, animali e cacciagione morta. In particolare nei suoi dipinti con cacciagione (dead game), era solito ritrarre vari trofei di caccia nella luminosità rosea del crepuscolo, di solito situati in un parco con sculture classiche o pseudo-classiche, antiche urne e sullo sfondo la veduta di una sontuosa abitazione. Questo tipo di opere, per le quali è principalmente noto, era spesso a grandezza naturale e, oltre alla selvaggina morta, era a volte presente un cane vivo.
Fu suo allievo Theodor Valkenburg, il cui stile era così simile a quello del maestro che alcune sue opere furono erroneamente attribuite a Weenix. Analogamente accadde ad alcune nature morte e dead games eseguiti dal pittore William Gouw Ferguson, che visse nei Paesi Bassi per un certo periodo.
Jan Weenix lavorò principalmente ad Amsterdam, ma anche a Bensberg e Düsseldorf per il principe elettore Giovanni Guglielmo del Palatinato, per il quale eseguì un'enorme serie di nature morte (1702-1712). In particolare per la decorazione di due gallerie del castello di Bensberg sul Reno, eseguì opere di grandi dimensioni, la più importante delle quali è La caccia al cinghiale, dove in primo piano sono rappresentati un cervo, due lepri, un lupo, un cinghiale selvaggio, tutti morti, con la caccia al cinghiale in distanza. Quest'opera è eccezionale per l'armonia della parti, la ricchezza di particolari e la notevole completezza.
Sue opere sono presenti ad Amsterdam (Rijksmuseum), Augusta, Barnsley, Città del Capo, Dresda, L'Aia, Londra, Monaco di Baviera, New York (Metropolitan Museum of Art), Oxford, Parigi (Petit Palais), Toronto.
I suoi dipinti, caratterizzati spesso da una mescolanza di generi, anticipano l'avvento del Rococò (vedi i dead games con natura morta immersa in un paesaggio con parchi, antichità e sontuosi edifici oppure il Porto del Sud con venditrice di ninnoli, dove il paesaggio italianeggiante immerso nella luce calda meridionale con antiche sculture, presenta in primo piano una natura morta con frutta e cacciagione e varie figure)..
Fu considerato uno dei migliori pittori olandesi di nature morte con animali del suo tempo.

## Opere
- Dopo la caccia, olio su tavola, 44,7 × 34,5 cm, 1665, Alte Pinakothek, Monaco di Baviera[8]
- Porto Italiano, olio su tela, 115 x 159 cm, 1666 c., Staatliche Museen, Kassel
- Lepre morta e pernici, olio su tela, 91 x 74 cm, 1690 c., Wallace Collection, Londra[9]
- Natura morta con fiori e una farfalla, olio su tela, 86,36 x 68,58 cm, firmata J.Weenix f. 1691, 1691[10]
- Il pavone bianco, olio su tela, 191 × 166 cm, 1692, Akademie der Bildenden Künste, Gemäldegalerie, Vienna[11]
- Agnes Block, Sijbrand de Flines e due bambini nella villa Vijverhof, olio su tela, Amsterdams Historisch Museum, Amsterdam, 1694[12]
- Paesaggio con cacciatori e prede morte (allegoria del senso dell'olfatto), 344 x 323 cm, 1697, National Gallery of Scotland, Edimburgo[2][13]
- Ritratto di Pietro I, 1697, Museo dell'Ermitage, San Pietroburgo[14]
- Porto del Sud con venditrice di ninnoli, olio su tela, 117 x 139 cm, firmato J.Weenix 1704, 1704, Museo del Louvre, Parigi[15]
- Caccia al cinghiale, olio su tela, 345 x 206 cm, 1703-1716, Alte Pinakothek, Monaco di Baviera[2]
- Natura morta con statua di Diana, olio su tela, 345 x 214 cm, 1703-1716, Alte Pinakothek, Monaco di Baviera[2]
- Scimmia e cane con cacciagione morta, sullo sfondo la tenuta di Rijxdorp presso Wassenaar, olio su tela, 172 × 160 cm, 1714, firmata J.Weenix f.1714, Rijksmuseum, Amsterdam[16]
- Natura morta con trofei di caccia, olio su tela, 123 x 100 cm, 1706, collezione privata[2]
- Natura morta con trofei di caccia, olio su tela, 103,5 x 88 cm[17]
- Fagiano e pernice grigia in un parco presso una fontana, olio su tela, 95 x 81,5 cm[18]
- Ritratto di tre fanciulli con natura morta, olio su tela, 152,4 x 137,16 cm[10]